# Johannes Marlovits
Johannes Marlovits (* 24. Jänner 1971 in Oberwart) ist ein österreichischer Fernsehjournalist und Moderator der Zeit im Bild.

## Leben
Johannes Marlovits besuchte nach der Volksschule in Rechnitz das Bundesgymnasium Oberschützen, wo er 1989 am Bundesoberstufenrealgymnasium maturierte. Anschließend studiert er in Wien Katholische Theologie sowie Pädagogik und Sonder- und Heilpädagogik, das Pädagogikstudium schloss er 1995 an der Universität Wien als Magister ab.
1996 begann er seine Laufbahn beim ORF im Landesstudio Niederösterreich als Redakteur und Moderator. Ab 1999 war er in der Nachrichtenredaktion des Radiosenders Ö3 Redakteur, Moderator und Chef vom Dienst. Von 2002 bis Ende 2003 berichtete er für den ORF als Auslandskorrespondent aus Washington, D.C. Anschließend war er 2004 stellvertretender Chronik-Ressortleiter in der Hörfunkinformation und bis 2007 Redakteur in der Fernseh-Auslandsredaktion. Bis 2010 fungierte er als stellvertretender Sendeverantwortlicher der ZIB 2. Danach war er bis 2013 als Korrespondent in Berlin, wo er neben der Berichterstattung über Deutschland auch für die skandinavischen Länder zuständig war und unter anderem von den Anschlägen in Norwegen 2011 und dem Prozess gegen Anders Behring Breivik berichtete.
Seit 2014 gehört er wieder der Redaktion der ZIB 2 an und präsentierte bis Anfang 2019 die ZIB um 9, 11 und 13 Uhr. Nach der Rückkehr von Rainer Hazivar zu Österreich 1 präsentiert Marlovits seit Jänner 2019 gemeinsam mit Susanne Höggerl die Hauptnachrichten um 19 Uhr 30. Im Jänner 2020 wurde bekannt, dass ihm ab Ostern Tobias Pötzelsberger als Moderator der Zeit im Bild 1 nachfolgen soll. Marlovits solle künftig redaktionelle Verantwortung im Zuge einer neu strukturierten TV-Information übernehmen. Aufgrund der COVID-19-Pandemie wurde der Wechsel verschoben, Marlovits moderierte seine letzte Zeit im Bild 1 am 30. April 2020.
Im Februar 2024 wurde er von ORF-Generaldirektor Roland Weißmann zum Ressortleiter für Außenpolitik und EU bestellt.